# Требаш ми
Требаш ми је деби студијски албум српског фолк певача Дарка Филиповића, издат 2004. године за Гранд продакшн. На албуму су радили Миленко Ћирковић и Перица Здравковић.

## Списак песама
| №  | Назив           | Текст             | Музика            | Трајање |  |
| 1. | Требаш ми       | Милена Здравковић | Перица Здравковић | 3:56    |  |
| 2. | Опомена         | Миланко Ћирковић  | Перица Здравковић | 3:25    |  |
| 3. | Дуги су дани    | Миланко Ћирковић  | Перица Здравковић | 3:00    |  |
| 4. | Сањао сам       | Миланко Ћирковић  | Перица Здравковић | 2:57    |  |
| 5. | Она, она        | Миланко Ћирковић  | Перица Здравковић | 3:21    |  |
| 6. | Ти си та        | Миланко Ћирковић  | Перица Здравковић | 3:27    |  |
| 7. | Нажалост        | Миланко Ћирковић  | Перица Здравковић | 4:12    |  |
| 8. | Зашто мора тако | Миланко Ћирковић  | Перица Здравковић | 2:56    |  |